# Logroño
Logroño (in italiano settecentesco Logrogno o Lucronio) è un comune spagnolo di 152 485 abitanti, capoluogo della comunità autonoma di La Rioja, la seconda più piccola delle 17 regioni spagnole.
La città, bagnata dal fiume Ebro, ospita quasi la metà della popolazione dell'intera regione. Situata nel nord della Spagna, è stata storicamente un luogo di passaggio e di frontiera, ed è ancor oggi un punto d'incontro, di riferimento ed incrocio di strade. La via più famosa, il Cammino di Santiago di Compostela, porta alla scoperta di Logroño i pellegrini di paesi lontani, che entrano in città dal ponte sul fiume Ebro. 
La città è stata disputata tra gli antichi regni della Penisola Iberica durante il Medio Evo, e nell'ultimo secolo, ha sperimentato una crescita demografica lenta ma significativa rispetto alle popolazioni vicine, provocata principalmente dai movimenti migratori da altre province (comarche) della regione. È la capitale gastronomica spagnola dal 2012.

## Storia
Il suo nome deriva dal termine celtico Gronio che significa guado. I Romani, dei quali nella zona esistono numerose testimonianze nelle rovine di insediamenti antichi, la chiamarono Vareia. Fu occupata dagli Arabi e liberata nel 1092 dal leggendario Cid Campeador (Rodrigo Diaz De Vivar) da Burgos vissuto dal 1043 al 1099, alle cui gesta s'ispirano i Romances o i cancioneros del Cid, il famoso poema medioevale spagnolo Cantar de mio Cid di autore incerto del XII secolo, due drammaturghi del '600 lo spagnolo Guillén de Castro e il francese Pierre Corneille. A partire dall'XI secolo la città crebbe in importanza per la sua strategica posizione di incrocio stradale e nel 1431 re Giovanni II di Castiglia le concesse il titolo di "città". Gradatamente la città incrementò le sue risorse economiche e si allargò demolendo le mura che la rinserravano e si dotò di nuove vie, piazze ed edifici.
Appartenuta sempre alla Castiglia, nel 1982, essendosi creata la comunità autonoma della Rioja, ne viene dichiarata capitale e sede dei relativi organi amministrativi. È sede vescovile.

## Economia
È un importante mercato agricolo di aspetto moderno.
Logroño è un centro di produzione e di commercializzazione del vino Rioja, il primo vino spagnolo a cui sia stata assegnata la categoria di denominazione di origine calificada, che comporta un prezzo superiore a quello della media nazionale e l'obbligo di essere venduto solo imbottigliato, oltre a quello di essere prodotto nella zona delimitata, nel caso specifico la conca dell'Ebro nella regione La Rioja, poco più di 30 000 ettari di vigneti, in cui si coltivano alcune particolari uve di tipi diversi, la cui sapiente mescolanza nella vinificazione produce la personale qualità dei migliori rossi da invecchiamento di Spagna.

## Monumenti e luoghi d'interesse

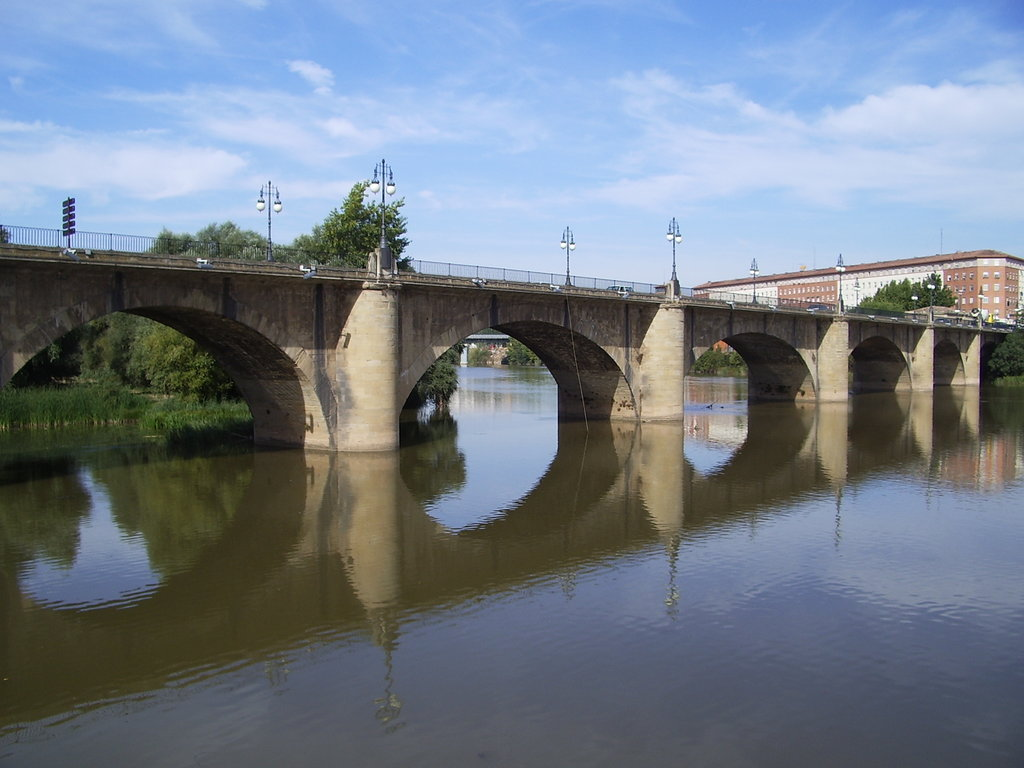
Il Puente de piedra sull'Ebro

I principali monumenti e luoghi d'interesse turistico sono: 
- la concattedrale di Santa Maria de La Redonda, chiesa della fine del XV secolo con portale rococò fra due torri barocche ricca di statue e decorazioni
- San Bartolomé, chiesa romano-gotica dei secoli XIII-XIV
- Santa María del Palacio, chiesa dei Templari del XII secolo barocchizzata in seguito
- Santiago el Real chiesa del secolo XV in cui si riunivano i pellegrini di Santiago
- il Puente de Piedra sul fiume Ebro, del 1831
- il Paseo del Espolón, centro della città con giardini, statue e grandi edifici,
- il Museo di Logroño, con collezioni di sculture e quadri di varie epoche e oggetti di archeologia locale
- la Peña Bajenza è un'enorme formazione rocciosa che può essere vista dalla città; le rocce dell'altezza di quattrocento metri sono state scolpite dall'erosione e sono parte della Peñas de Viguera. Si tratta di una delle formazioni rocciose più conosciute a livello regionale. Questa struttura naturale offre molti sentieri per le escursioni e per le scalate
- il ponte di Mantible, è la rovina di un antico ponte situato vicino a Logroño. Attraversa il fiume Ebro e si connette con El Cortijo e Assa. Secondo alcuni storici la costruzione del ponte iniziò nella prima metà del II secolo, nel corso del periodo imperiale romano. Altre fonti suggeriscono che il ponte sia stato invece costruito durante il secolo XI, attorno allo stesso periodo nel quale venne costruito anche quello di Puente la Reina (Navarra) sopra il fiume Arga; entrambe le costruzioni potrebbero essere state eseguite per unire le due città più importanti del Regno di Navarra, Nájera e Pamplona. Nessuna teoria riesce a chiarire quando la popolazione poté iniziare a utilizzare i ponti, ma ci sono documenti che suggeriscono che il ponte iniziò il suo completo deterioramento attorno alla metà del XVI secolo. Il 25 gennaio del 1983 la struttura venne dichiarata "Bene di Interesse Culturale"
- il Riojaforum è un edificio polifunzionale inaugurato nel 2004, che ospita un auditorium per congressi e spettacoli

## Piazze e parchi
- Piazza della Città: situata nel centro della città, ospita il municipio di Logroño e venne disegnata dall'architetto Rafael Moneo; si tratta di un'ampia piazza nella quale durante gli anni passati si sono susseguiti differenti festival, esposizioni, concerti e negli ultimi anni nel corso del periodo natalizio si svolge una ricostruzione delle scene della Natività a grandezza naturale.
- Parco del Carmen: situato vicino alla stazione degli autobus, questo parco è uno dei più belli e interessanti della città grazie alla diversità della sua flora e fauna (sono presenti molte anatre e uccelli).
- Parco La Grajera: molto ampio e fornito di percorsi ciclabili e pedonali, conduce alla periferia della città e verso l'Alto de Grajera.
- Plaza del Mercado: situata nei pressi della Calle Portales, una delle più importanti strade della città. Qui è dove si svolgono molte manifestazioni notturne, vicino alla Calle Mayor (via Marqués de San Nicolas).

## Feste
Le feste sono quella di San Barnaba l'11 giugno, e la festa di San Matteo e della Vendemmia che si protrae dal 16 al 23 settembre.
Molto sentita e famosa è la festa di San Matteo, che riesce a portare in città un'aria di grande festa e gioia. Della durata di una settimana, la festa viene inaugurata con un breve discorso del sindaco nella piazza del comune, dove viene a seguire la tradizionale "battaglia" con armi composte da farina e liquidi vari.

## Amministrazione

### Gemellaggi
- Libourne, dal 1979[senza fonte]
- Dax, dal 1963[senza fonte]
- Vichy[senza fonte]
- Brescia, dal 2002[senza fonte]
- Darmstadt, dal 2002[senza fonte]
- Wilhelmshaven[senza fonte]
- Dunfermline[senza fonte]
- Fife[senza fonte]
- El Hagounia[senza fonte]
- Rancagua[senza fonte]
- La Rioja[senza fonte]